# Frère André (religieux)
Pour les articles homonymes, voir Frère André, Saint André et Bessette.
Alfred Bessette, né le 9 août 1845 à Saint-Grégoire-le-Grand et mort le 6 janvier 1937 à Saint-Laurent, est un religieux québécois frère convers de la congrégation de Sainte-Croix, à qui sont attribuées de nombreuses guérisons miraculeuses. Il est reconnu comme saint par l'Église catholique, ayant été canonisé le 17 octobre 2010 par le pape Benoît XVI et appelé alors saint André Bessette ou saint frère André. Sa fête liturgique est le 7 janvier.
Dès son enfance, Alfred Bessette est frêle et souvent malade. Bien qu'il soit très pieux, rien ne laisse présager qu'il puisse vivre longtemps et qu'il devienne l'homme religieux le plus célèbre du Québec au XXe siècle. À partir de la fin des années 1870, bien qu'il soit presque illettré, sa réputation de saint et de thaumaturge grandit.
Son envergure dépasse même les frontières pour s'étendre partout en Amérique puis en Europe et dans le reste du monde. À Montréal, il a réussi à faire construire l'oratoire Saint-Joseph, une imposante basilique dédiée à saint Joseph.

## Biographie

### Un enfant fragile qui cherche sa voie
Alfred Bessette est né dans une petite maison (aujourd'hui disparue) du rang Grand-Bois, à Saint-Grégoire-le-Grand, un village situé 40 kilomètres au sud-est de Montréal, dans Le Haut-Richelieu, au Canada Est (aujourd'hui au Québec). Sa famille provient d'un milieu francophone pauvre. Son père, Isaac Bessette (né Isaac Valentin Bessette le 13 février 1807 à Sainte-Marie-de-Monnoir et marié à 24 ans), est un bûcheron, tandis que sa mère, Clothilde Foisy (née le 9 août 1814 et mariée à Saint-Mathias le 27 septembre 1831 à 17 ans), élève ses enfants, tenait maison et cultive le potager. Alfred Bessette est le huitième d'une famille de 13 enfants (dont 4 morts en bas âge).
Son père meurt le 20 février 1855, victime d’un fatal accident en forêt, alors qu'Alfred est âgé de neuf ans, la famille réside depuis 5 ans à Farnham. À Saint-Césaire, où déménage sa famille, sa mère trouve la mort des suites d'une tuberculose, le 20 novembre 1857, à l'âge de 43 ans : Alfred devient ainsi tout à fait orphelin à 12 ans. Une de ses tantes maternelles, Rosalie Foisy Nadeau, l'héberge de 1857 à 1860,.
Il y suit des leçons de catéchisme, puis fait sa « première communion » à l'âge de 12 ans (comme c'était l'usage avant 1910, un usage changé par le pape Pie X,) et reçoit la confirmation de Jean-Charles Prince, premier évêque de Saint-Hyacinthe, le 7 juin 1858. Il tente d'exercer divers métiers, mais aucun ne lui offre un avenir intéressant, en raison de ses nombreux problèmes de santé et de sa petite taille.
Il loge ensuite chez la famille de Louis Ouimet et son épouse Zoé Neveu. Louis était alors le maire de Saint-Césaire, quand son oncle Nadeau part avec sa famille chercher de l'or en Californie. Alfred exerce ensuite divers métiers à Farnham, puis à Saint-Jean-sur-Richelieu, à Waterloo et à Chambly. En 1862, de retour à Saint-Césaire, il y est apprenti boulanger et cordonnier.
Ces multiples expériences de travail n'améliorent pas son état, lui qui ne digère rien, mais il prie toujours, disent des témoins. D'ailleurs, depuis sa tendre enfance à Farnham, Alfred a des comportements qui inquiètent son entourage : malgré sa santé fragile, il se prive de dessert et porte à la taille une ceinture en cuir avec des pointes de fer. Ses stations de prière à genoux sont longues, fréquentes et intenses : on le trouve les bras en croix, devant un crucifix, à l'église, dans sa chambre ou dans une grange.
Puis, Alfred se joint à plusieurs Québécois qui émigraient vers les États-Unis pour travailler dans les filatures de coton de la Nouvelle-Angleterre. De 1863 à 1867, il « gagne sa vie » aux États-Unis, au Connecticut (à Moosup, Putnam, Hartford et Killingly), au Massachusetts (à North Easton) et au Rhode Island (à Phenix) entre autres. Il y apprend l’anglais, lui qui a peu d’instruction, ne sachant pratiquement pas lire et pouvant à peine signer son nom.
Lorsqu'en 1867 la nouvelle confédération canadienne est proclamée, il retourne comme certains autres au pays natal. Il s'installe d'abord à Sutton, où vivent sa sœur Léocadie et son frère Claude. Alfred va ensuite demeurer un temps chez le curé de Farnham, l’abbé Édouard Springer, qui lui confie des tâches lui semblant plus ou moins bizarres : le soin du cheval, le jardin et les gros travaux physiques de la cure, au grand dam silencieux d’Alfred qui, de toute façon, n’était à l’aise nulle part. À Farnham, il va prier sur la tombe de ses parents puis, en 1868, quand le curé de Farnham est muté ailleurs, il retourne chez le maire de Saint-Césaire. Là, Alfred rend visite à l'abbé Joseph-André Provençal, curé de Saint-Césaire qui, remarquant le dévouement et la générosité du jeune homme de bientôt 23 ans, le prêtre décide de le présenter à la Congrégation de Sainte-Croix de Montréal, à laquelle le curé a confié en 1869 la direction du collège de Saint-Césaire, le collège Saint-Joseph, qu'il vient fonder et diriger.

### Son entrée en communauté

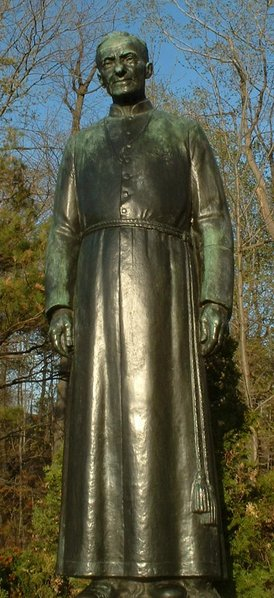
Statue du frère André à l'extérieur de l'Oratoire Saint-Joseph.

À l'âge de 25 ans, Alfred Bessette se présente, le 22 novembre 1870, au Collège Notre-Dame, à Côte-des-Neiges (aujourd'hui Montréal), où la congrégation de Sainte-Croix vient d'installer son noviciat. Le mois précédent, le curé Provençal écrit une lettre de recommandation au maître des novices, Julien-Pierre Gastineau, lui disant qu'il envoie « un saint » à sa communauté. Il se trouve que peu après, le 8 décembre 1870, le pape Pie IX déclare saint Joseph « patron de l'Église universelle ». Avec un autre postulant, Alfred Bessette prend l'habit religieux le 27 décembre. Puisqu'il s'agit d'une communauté qui demande à chaque novice de se choisir un nom de saint, Alfred adopte le nom d'André : il sera désormais le « Frère André », en l'honneur du curé Joseph-André Provençal.
Après un noviciat plus long que prévu (qui durera trois ans), la congrégation qui jusque-là hésite à garder le jeune homme en raison de ses problèmes de santé et de son éducation restreinte, décide finalement de l'accepter dans ses rangs. L'évêque de Montréal, Ignace Bourget, est intervenu, rassurant le frère André. Peu après, le nouveau maître des novices, Amédée Guy, le recommande en disant : « Si ce jeune homme devient incapable de travailler, il saura au moins bien prier ». Admis à prononcer ses vœux temporaires le 22 août 1872 à l'âge de 27 ans, le frère André fait sa profession perpétuelle à 28 ans, le 2 février 1874.
On lui confie la fonction de portier du collège Notre-Dame, une fonction qu'il exerce jusqu'à la mi-juillet 1909 : c'est lui qui accueille les gens à l'entrée du collège. Plus tard, il en fera une plaisanterie, en disant qu'à son entrée en communauté on lui a « montré la porte » et qu'il l'a gardée durant presque 40 ans.
Il doit aussi assurer la propreté des lieux, faire les courses, donner l'aumône aux pauvres. Il fait de plus office de barbier des élèves et d'infirmier auprès des collégiens malades, et s'occupe du courrier, du transport des colis des élèves, qu'il accompagne parfois les jours de promenade.
Il est heureux de pouvoir continuer à offrir ses menus services d'« homme à tout faire », et de pouvoir prier à sa guise, ce faisant : avant, pendant et après, seul ou avec des membres de sa communauté, ou avec des visiteurs.

### L'accueil des malades et les premières guérisons
Il faut remonter à 1877 pour découvrir sa première guérison, celle du frère Aldéric de sa propre communauté religieuse, qui souffre d'une blessure à la jambe. Il y a ensuite celle d'un élève fiévreux collé au lit par le médecin et que le frère André avait envoyé jouer dehors apparemment en pleine forme.
Les miracles de celui-ci se propagèrent ensuite très rapidement. Bientôt les éclopés et les malades du quartier Côte-des-Neiges de Montréal envahissent le collège Notre-Dame à la recherche du petit frère qui guérit tous les maux. Parmi les visiteurs que le frère André accueille au collège Notre-Dame se trouvent des personnes qui confient leur maladie à ses prières. D'autres l'invitent à les visiter à la maison. Le religieux prie avec eux ; il leur remet une médaille de saint Joseph, à qui il voue une dévotion particulière, quelques gouttes de l'huile d'olive qui brûle devant la statue du saint, dans la chapelle du collège, et leur conseille de s'en frictionner avec confiance. Des personnes, de plus en plus nombreuses, se mettent à déclarer avoir été guéries ou soulagées de cette manière. La réputation de sainteté du petit frère (haut d'à peine plus de 5 pieds, soit d'environ 152 centimètres) se répand de bouche à oreille.
La direction du collège finit par s'inquiéter du flot croissant des visiteurs. Des parents, des confrères, et même le médecin de l'établissement, dénoncent aux autorités religieuses et sanitaires de la ville la présence de malades à proximité des élèves. Certains qualifient le frère de charlatan.
Vers l'année 1900, sa communauté demande au frère André de ne plus recevoir les malades à l'intérieur du collège, mais à l'arrêt du tramway, dans l'abri construit en face du collège à l'intention des parents des élèves. C'est ce qu'il fit. Et il va même plus loin. Initialement, la compagnie de tramways fut réticente, mais face à l’afflux de voyageurs payants, elle fit rapidement semblant de ne rien voir, la renommée du frère André lui assurant de nombreux voyageurs sur sa ligne vers Snowdon.[réf. nécessaire]

### Sa dévotion et la petite chapelle pour prier Saint-Joseph

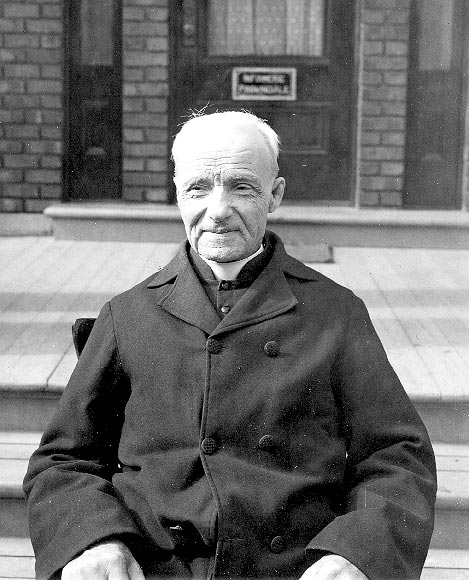
Le frère André, le 8 octobre 1925, devant l'infirmerie provinciale de la Congrégation de Sainte-Croix.

Alors, il amène ses visiteurs prier jusque devant une statue de saint Joseph, qu'il a installée dans une niche sur le mont Royal, un peu plus loin en face du collège.
Puis, le frère André nourrit le projet d'y ériger une chapelle (un oratoire) et d'y créer ainsi un petit sanctuaire dédié à saint Joseph. Il finit par obtenir l'autorisation de construire la chapelle. La direction du collège et l'archevêque de Montréal, Paul Bruchési, précisent toutefois que les frais engagés seront à la charge des demandeurs.
Grâce aux dons offerts spontanément, en argent ou en nature (par exemple des statues, des vases, des vêtements liturgiques, une cloche…), le terrain est acquis et le sanctuaire primitif (cette chapelle, ce modeste oratoire) est inauguré le 16 octobre 1904. Pour le frère André, alors âgé de 59 ans, c'est déjà, enfin, une belle réussite.
Les guérisons sans explications apparentes, que les gens lui imputent, font du frère André un héros populaire dont la réputation grandit. Il devint alors connu comme étant « le thaumaturge du mont Royal » — pourtant, il s'en défend, en disant que ce n'est pas lui qui guérit, mais Dieu, par l'intermédiaire de saint Joseph, grâce aux prières de chacun.
L'afflux croissant des pèlerins y devient tel qu'on doit augmenter les dimensions de la chapelle à quatre reprises de 1908 à 1912.
À la mi-juillet 1909, les autorités du collège Notre-Dame assument l'administration de l'oratoire, dont le frère André (depuis lors, libéré de sa fonction de portier du collège) devient dorénavant le gardien. À partir de 1910, il a même un secrétaire pour répondre au courrier qui lui est adressé.
De plus, depuis 1915, les supérieurs du frère André lui permettent de prendre un peu de repos, deux fois par année ; il en profite pour aller visiter des parents et des amis à Sutton, à Saint-Césaire et à Québec, mais également aux États-Unis (surtout en Nouvelle-Angleterre) et en Ontario (à Toronto, Sudbury, Ottawa).
Sa réputation populaire de saint et de thaumaturge le précède. Les chefs de gare annoncent sa venue et les gens se pressent à sa descente du train, à la porte des hôtels ou des presbytères où il est hébergé. C'est chaque fois l'occasion de guérisons, que relatent les journaux locaux. Il revient toujours avec des offrandes, reçues en reconnaissance des faveurs obtenues.

### L'Oratoire Saint-Joseph du Mont-Royal
« Après avoir montré beaucoup de réticence au sujet de son projet, les supérieurs du frère André ont fini par se laisser gagner par la sincérité, la simplicité et la conviction de celui qui, pour étayer sa cause, ne s'est réclamé d'aucun miracle ni d'aucune vision, mais seulement de sa dévotion à saint Joseph. À cette ferveur particulière s'ajoutaient l'amour de Dieu, la fréquentation de l'Évangile, ainsi qu'un culte à la sainte Famille et au Sacré-Cœur (de Jésus). À ses amis intimes, il racontait la Passion (de Jésus), avec une telle émotion qu'ils en étaient remués et transformés. Avec eux, il priait et faisait le chemin de la croix. À tous, il demandait de prier. »

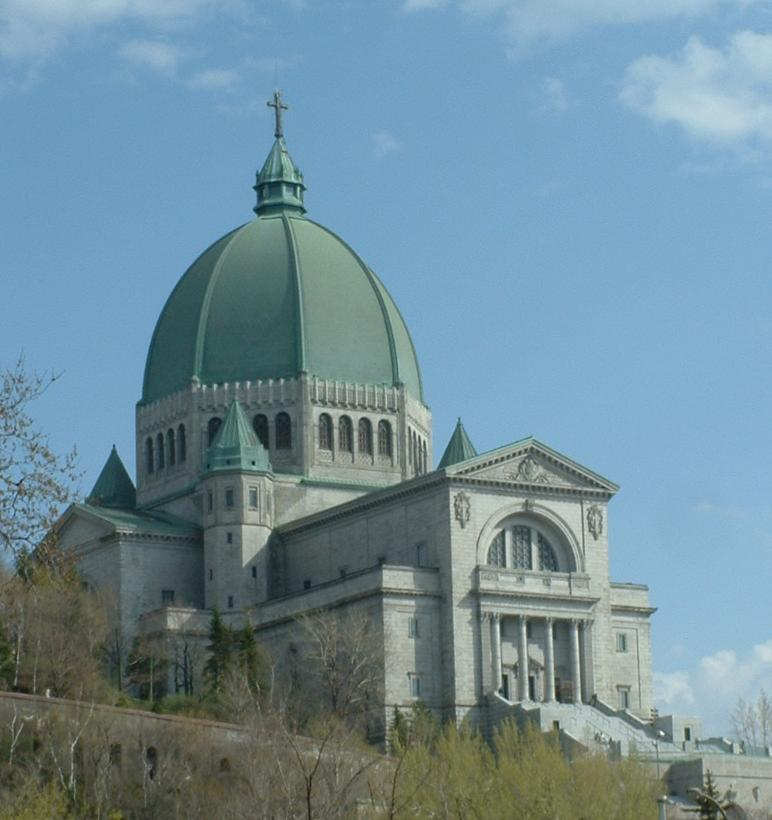
L'Oratoire Saint-Joseph à Montréal.

En 1913, sous la pression des laïcs et avec l'encouragement de l’archevêque de Paul Bruchési, un projet de basilique, dont les plans sont dessinés par les architectes Alphonse Venne et Dalbé Viau, est mis en œuvre.
Après la construction en 1917, d'une crypte pouvant contenir environ 1 000 personnes, l'édification de la basilique, encore dite l'Oratoire Saint-Joseph (du même nom que la chapelle primitive), commença en 1924 sur cette crypte, près de la modeste chapelle du Frère André, conservée.
L'argent pour la construction de ce qui deviendrait l'une des plus grandes églises du monde (après la Basilique Saint-Pierre de Rome), et le centre mondial de dévotion à Saint Joseph, proviendra des admirateurs du Frère André, que l'on trouvait déjà un peu partout. Des associations de toutes sortes (mouvements sociaux, syndicats, congrégations, malades chroniques ou handicapés, et autres) prennent l'habitude d'y faire des pèlerinages et des rassemblements de milliers de personnes à la fois.
À la fin de 1936, l'édifice est prêt à recevoir sa coupole, mais celle-ci n'est pas encore construite : ce sera un dôme inspiré de celui de la Basilique Saint-Pierre de Rome, mais plus allongé, moins sphérique et, par respect, de dimension à peine plus petite, et moins orné.
De fait, l'ensemble des travaux extérieurs de cette basilique ne sera terminé qu'en 1967.

### Décès
« À la fin de l'année 1936, le frère André est à New York pour solliciter un don du milliardaire Rockefeller, pour parachever la construction de la basilique. Il sent déjà que la fin approche. Pris d'un malaise, il souhaite revenir à Montréal. Le 28 décembre, il est conduit à l'hôpital Notre-Dame-de-l'Espérance, à Saint-Laurent. Dans la soirée du 5 janvier, la souffrance le gagne. Mercredi le 6 janvier 1937 à minuit cinquante-cinq, le frère André rend son dernier souffle. » —  ainsi le rapporte la Société Radio-Canada (SRC), en 1957, pour souligner le 20e anniversaire du décès du Frère André.
Le frère André meurt au tout petit matin du 6 janvier 1937, à l'âge de 91 ans, à l'hôpital Notre-Dame-de-l'Espérance de Ville Saint-Laurent, sur l'Île de Montréal. Durant toute une semaine près d'un million de fidèles, malgré le mauvais temps, défilent jour et nuit devant sa dépouille. Ils viendront nombreux lui rendre un dernier hommage à ses funérailles. Des transports spéciaux sont même organisés pour transporter les visiteurs venant des États-Unis, où le frère André était très connu.
La Société Radio-Canada rapporte aussi que :
« La nouvelle de la mort du frère André s'est répandue comme une traînée de poudre à travers le Canada et les États-Unis. Les témoignages abondent et proviennent d'aussi loin que la France et Rome. Aux États-Unis, une trentaine de journaux couvrent sa mort. Il faut compter pas moins de 860 articles à son sujet, au Canada et aux États-Unis.
« Les gens viennent de partout pour rendre hommage au frère André. Aux États-Unis, des trains spéciaux arrivent du Maine, du Massachusetts, du Connecticut, du Rhode Island, du New Hampshire et du Vermont. Plusieurs font même le voyage en avion, comme ce pèlerin de San Francisco dont le fils aurait été guéri par le frère André.
« Un millionnaire new-yorkais est, quant à lui, parti tous les matins vers Montréal et rentré chaque soir chez lui par avion pendant huit jours, donc même après les funérailles. Il emmenait avec lui chaque fois quatre ou cinq personnes.
« Immédiatement après sa mort, un moule est appliqué sur son visage afin d'en conserver l'empreinte. Les médecins procèdent également à l'exérèse (extraction) de son cœur, qui sera gardé à titre posthume.
« À la manière des pauvres, le corps du frère André est placé dans un simple coffre de bois.
« Les deux premiers jours, plus de 500 pompiers et 500 policiers se relaient pour assurer l'ordre dans la crypte où le corps du frère André est exposé en chapelle ardente. »
Son corps sera placé quelques années plus tard dans un tombeau de marbre noir au sein même de la basilique Saint-Joseph, tandis que son cœur conservé à part dans le même édifice, fera l'objet de dévotions. Toutefois, ce dernier sera subtilisé en mars 1973, avant d'être retrouvé, en décembre 1974.

## Le long chemin vers la canonisation
Le long processus menant à la canonisation du Frère André débute peu de temps après sa mort, plus précisément le 13 novembre 1940 lorsque Monseigneur Joseph Charbonneau, archevêque de Montréal, constitue un tribunal ecclésiastique pour étudier les écrits du Frère André. Une affiche est alors placée à l'entrée de toutes les églises de Montréal.
Parallèlement à cette démarche, s'ouvre le 8 octobre 1941 le procès informatif sur les vertus, sous la présidence du chanoine Adélard Arbour, qui pendant huit ans scrutera la vie et les vertus du candidat à la sainteté.
Après plusieurs années de rencontres, d'analyses et d'entrevues, l'enquête est bouclée. En avril 1958, on présente les actes du procès aux cardinaux chargés de déterminer si la cause peut être introduite à Rome. Deux ans plus tard, le 8 novembre 1960, le Pape Jean XXIII introduit la cause en cour de Rome.
Deux nouvelles enquêtes suivront qui étudieront le cas du Frère André pendant plus de deux décennies. On y fera ouvrir le tombeau le 11 septembre 1963, afin de s'assurer de l'intégrité du corps. On trouve alors celui-ci en état de momification et intact.
Finalement le 12 juin 1978, le pape Paul VI déclare « vénérable » Alfred Bessette. Après que l'église de Rome a reconnu un premier miracle, le frère André est béatifié le 23 mai 1982 par le pape Jean-Paul II, sous le nom de Bienheureux « Frère André Bessette ». Ce premier miracle authentifié officiellement par l'église est celui de Giuseppe Carlo Audino. Cet américain de Rochester, dans l'État de New York, souffrait d'un cancer du foie qui s'était généralisé en 1957. Après avoir reçu ce diagnostic, Monsieur Audino, qui vouait une grande confiance au frère André, multiplia les prières. Quelques jours plus tard, son médecin constata une guérison complète. Rome soumit le dossier Audino à 9 médecins. Leur rapport comportait 966 pages dont 150 radiographies. À l'unanimité, les experts ont conclu que la seule médecine ne pouvait expliquer cette guérison.
Au fil des ans, 10 millions de personnes signent des pétitions pour sa canonisation. Mais pour cela, il faut que l'Église catholique romaine puisse lui reconnaître un deuxième miracle réalisé après la béatification.
Le « miraculé » est un enfant de dix ans qui, après avoir été heurté par une voiture en 1990 lors d'une promenade à vélo, subit deux fractures du crâne et une hémorragie cérébrale majeure. La victime est restée dans le coma pendant trois semaines et se trouvait dans un stade terminal. On attendait la fin. Or, au moment même où, à l'Oratoire Saint-Joseph, un membre de la famille demande au frère André sa guérison, l'enfant sort du coma. Il se rétablit complètement. Une importante analyse de ce cas de guérison inexpliquée est réalisée par des médecins et spécialistes. Le volumineux rapport de 800 pages est remis à la commission médicale mandatée par le Vatican qui authentifie à l'unanimité cette guérison.
En octobre 2009, ce deuxième miracle est officiellement reconnu et attribué au frère André par la Congrégation pour les causes des saints, de sorte que le bienheureux n'a maintenant plus qu'à attendre la décision du pape, sur l'avis de cette congrégation, pour pouvoir être canonisé. Le 19 décembre 2009, le pape Benoît XVI autorise la Congrégation à promulguer le décret concernant ce miracle attribué au frère André,. Le Frère André sera donc, par proclamation, solennellement déclaré saint. Il sera le deuxième saint québécois reconnu, après sainte Marguerite d'Youville (Varennes 1701 - Montréal 1771), fondatrice d'une communauté de religieuses hospitalières, canonisée en 1990.
Le 19 février 2010, le pape Benoît XVI annonce lors d'un consistoire que le frère André sera canonisé le 17 octobre 2010. Effectivement, le 17 octobre au matin, heure de Rome, le pape Benoît XVI officialise la canonisation du frère André lors d'une cérémonie qui s'est déroulée sur la place Saint-Pierre devant 50 000 pèlerins, incluant plus de trois mille Québécois. Diverses personnalités religieuses et politiques de Montréal et du Québec étaient aussi présentes à Rome. Cinq autres religieux (Stanislas Kazimierczyk, Julie Salzano, Candide Marie de Jésus, Mary MacKillop, Camilla Battista da Varano) ont été canonisés à la même occasion.
Le 30 octobre 2010, une grande messe en l'honneur de la canonisation du Frère André a lieu au Stade olympique de Montréal devant près de 50 000 personnes. En présence du premier ministre du Canada Stephen Harper, du premier ministre du Québec, Jean Charest, du Maire de Montréal, Gérald Tremblay ainsi qu'une soixantaine d'évêques du Canada, des États-Unis, d'Haïti et même du Bangladesh ; la messe a été célébrée par le cardinal Jean-Claude Turcotte.

## Honneurs

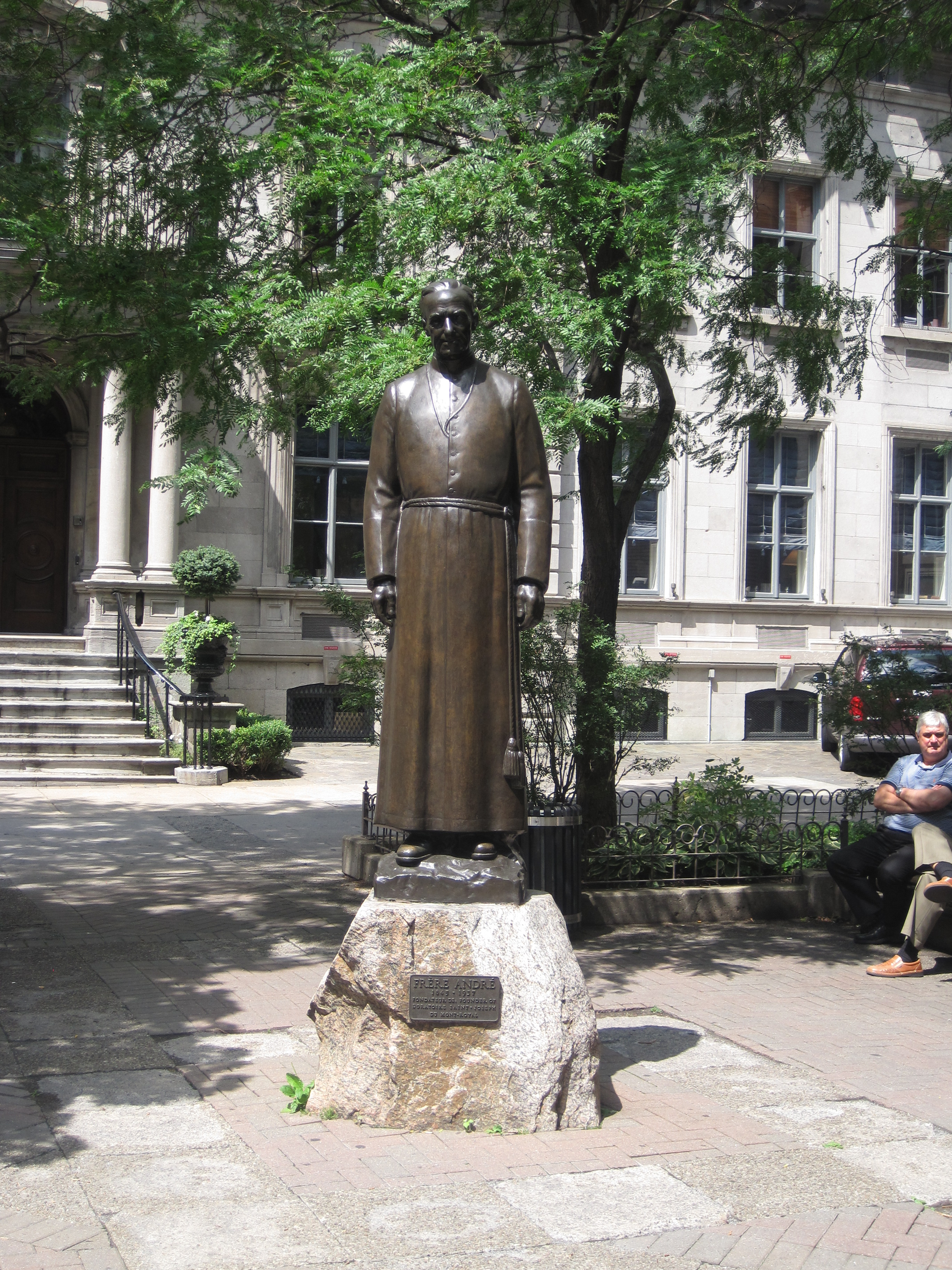
Statue du frère André à la Place du Frère-André, Montréal en août 2010.

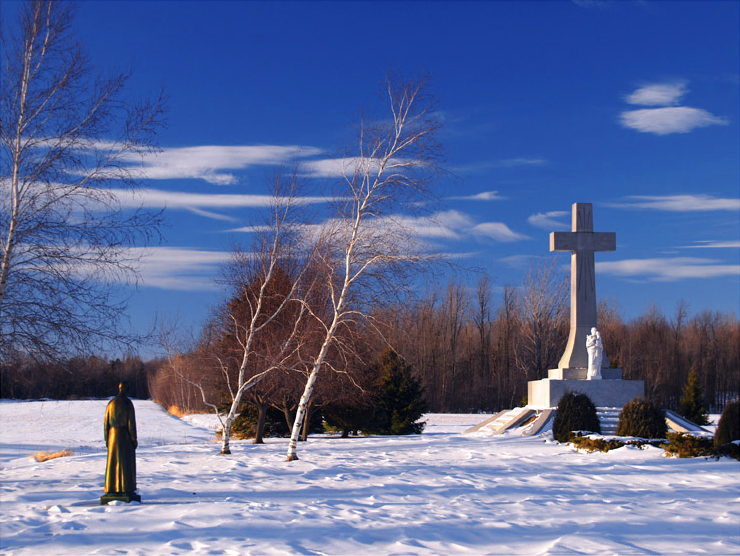
Monument du Frère André à Mont-Saint-Grégoire.

- En 1945, cent ans après sa naissance, un monument est élevé en sa mémoire dans son village natal à Mont-Saint-Grégoire, constitué d'une croix de granit de Stanstead de 190 tonnes et de 5,7 m de haut et des statues de saint Joseph et du frère André. On trouve aussi un buste de bronze le représentant sur la rue Saint-Joseph, près du bureau municipal et de l'église.
- En 1970, Jacques Leduc réalise le long métrage On est loin du soleil produit par l'Office national du film, inspiré librement de la vie du Frère André.
- Le 12 décembre 1974, la municipalité de la ville de Saint-Laurent (aujourd'hui arrondissement Saint-Laurent à Montréal) nomme la rue Bessette en l'honneur d'Alfred Bessette, le Frère André.
- Le 15 août 1978, la Ville de Montréal nomme Rue du Frère-André une rue adjacente à l'Oratoire Saint-Joseph dans l'arrondissement Côte-des-Neiges–Notre-Dame-de-Grâce. Cette voie est en lien avec le Chemin du Frère-André situé sur le terrain privé de l'Oratoire.
- Le 21 septembre 1982, la Ville de Montréal renomme le Square du Beaver-Hall en Place du Frère-André. Cette place publique est située à l'intersection du boulevard René-Lévesque Ouest et de la Place Phillips (la rue qui prolonge le Square Phillips). En 1986, le maire de Montréal Jean Drapeau dévoile sur cette même place une statue du Frère André signée Émile Brunet.
- En 1987, le réalisateur québécois Jean-Claude Labrecque produit le long métrage Le frère André.
- Au cours du XXe siècle, plusieurs autres villes et villages du Québec ont nommé une voie municipale en l'honneur du Frère André : Trois-Rivières, Saint-Césaire, Mont-Saint-Grégoire, Saint-Hyacinthe, Brownsburg et Saint-François-du-Lac, Québec (Ville).
- De la même façon, plusieurs écoles ont été nommées en l'honneur de l'ancien portier du Collège Notre-Dame de Montréal. En 2010, il existe des écoles au nom de Frère-André (francophones) à London (Ontario), à Barrie (Ontario), à Mont-Saint-Grégoire (Québec) et à Port-au-Prince, en Haïti. On retrouve des écoles Brother Andre (anglophones) à Markham (Ontario), à Gloucester (Ontario), à Ajax (Ontario) ainsi que dans le district de Noakhali, au Bangladesh.
- Le frère André a inspiré plusieurs autres œuvres et institutions à travers le monde, telles : les cliniques Polyclinico Hermano Andres, à Canto Grande au Pérou et le Brother André Dispensary à Dandora au Kenya, le service de sans-abri, André House, de Phoenix en Arizona, le Call André, une référence téléphonique de secours pour les aînés à Saratoga en Floride, ou encore la Maison André-Bessette à Saint-Frédéric de Beauce (Québec)[31].
- En son honneur le Collège Notre-Dame de Montréal a nom pour une salle Frère-André.